# 候鳥 (王傑專輯)
《候鳥》為臺灣歌手王傑的第二十一張個人專輯，也是第十四張國語專輯，發行於1994年7月11日，由飛碟唱片公司發行。

## 專輯簡介
專輯由王傑、陳大力、李子恆共同製作，在金曲龍虎榜拿下連續兩週票選冠軍，飛碟唱片砸下重資，花費一百萬台幣，為主打歌「愛得太多」MTV買下三台八點檔時段聯播，MTV配角找來了王傑的小舅子莫家堯參與演出，但是卻因內容涉及幫派打鬥的暴力畫面，被華視禁播，直到後續剪接成修改版才准播放。另外一首主打歌「為你生堆火」的MTV則採用漫畫式的手法拍攝。

## 曲目
| 曲序 | 曲名             | 曲                 | 詞                 | 編曲        | 附註                                                                        | 粤語版本                           |
| 01   | 愛得太多         | 黃慶元             | 李安修             | Ricky Ho    | 中視港劇《火玫瑰》主題曲                                                    |                                    |
| 02   | 為你生堆火       | 王傑               | 王傑               | Tim Heintz  | 1994年山葉迅光機車廣告曲 （页面存档备份，存于）                             | 黑色笑話，收錄於專輯《啞巴的傑作》 |
| 03   | 戲言             | 王傑               | 王傑               | Tim Heintz  |                                                                             |                                    |
| 04   | 愛你依然深似海   | 陳耀川             | 李安修             | Ricky Ho    |                                                                             |                                    |
| 05   | Without You      | Pete Ham Tom Evans | Pete Ham Tom Evans | Ricky Ho    | 原曲由 Badfinger 主唱，於1970年發行 Air Supply 於1991年翻唱的版本較廣為人知 |                                    |
| 06   | 候鳥             | 李子恆             | 李子恆             | Ricky Ho    |                                                                             |                                    |
| 07   | 寂寞的人         | 陳大力 陳秀男      | 劉虞瑞             | Tim Heintz  |                                                                             |                                    |
| 08   | 我要太陽向我低頭 | 王傑               | 王傑               | Tim Heintz  |                                                                             |                                    |
| 09   | 男人的背男人的悲 | 殷文琦             | 鄭淑妃             | Belinda Foo |                                                                             |                                    |
| 10   | All By Myself    | Eric Carmen        | Eric Carmen        | Ricky Ho    | 原曲由 Eric Carmen 主唱，於1975年發行                                       |                                    |

## 唱片版本
- 錄音帶版
- CD版

## 專輯文案
有一種鳥 

一生註定隨著季節的轉變
 
南來北往 四處為家

它們一生飄蕩 不畏路途遙遠的飛著

無非只為了尋找一個更好的生活環境 

大家都叫它候鳥
 
我們則暱稱它為“希望”

有一種人
 
一輩子為了所愛的理想 

執著一生 絕不放棄
 
那怕是困難重重 滿路險阻
 
他仍然奮力向前 滿懷壯志的活著
 
大家都叫他開拓者
 
我們則叫他為“理想”

從出道以來 他一直只是為著他愛的音樂而活
 
為了愛他的音樂的朋友而唱 

音樂是我們與他交流相知的唯一方式 

大家都叫他為巨星 

我們則稱他為“傳奇”

王傑 

是希望 

是理想 

也是傳奇..................

## 音樂錄影帶
- 愛得太多 （页面存档备份，存于）
- 為你生堆火 （页面存档备份，存于）